# Szarvasi Soma
Szarvasi Soma, 1911-ig Hirschhorn Salamon Izsák, névváltozata: Szarvassy (Esztergom, 1861. január 9. – Budapest, 1940. március 1.) magyar színész.

## Élete
Tízgyermekes családban, Hirschhorn Rudolf (1828–1912) kereskedő és Pfeifer Julianna gyermekeként született. Tanulmányait szülővárosában végezte. Színészi pályáját 1884. december 1-jén kezdte Tóth Bélánál. 1885-ben Dancz Lajos, 1886-ban Polgár Károly, 1889-ben Aradi Gerő, 1890-ben Egri Kálmán, 1891-ben Deréki Antal igazgatása alatt működött. 1893-ban Aradon, 1894-ben Makó Lajos szatmári színtársulatában játszott. Többször fellépett a Városligeti Színkörben is. 1900-tól tagja volt a nagyváradi Szigligeti Színháznak. 1910-ben nyugalomba vonult, de később még többször színpadra lépett. Ezután Budapestre költözött. Halálát dülmirigy túltengés okozta.

## Magánélete
Felesége Glückmann Szeréna volt, akit 1905. március 12-én Nagyváradon vett nőül. 
Fia Szarvasi (Hirschhorn) György (1910–?) a holokauszt áldozata lett.

## Szerepei

### Színházi szerepei
- Szörényi (Ocskay brigadéros)
- Kveisz (Takarodó)
- Uriel Acosta címszerepe
- Thury Zoltán: „Katonák" - főszereplő

### Filmszerepei
- Barlanglakók (1915) – az erdész
- A dada (1919) – Erzsébet apja
- Jön a rozson át! (1919) – lelkész
- Mikor a szőlő érik (1919)
- Vörösbegy (1921)
- Hegyek alján (1920) – Tamás bácsi
- Játék a sorssal (1920)
- A kétarcú asszony (1920)
- Viola, az alföldi haramia I–II. (1920)
- A bilincsbevert folyam (1920) – halász
- Lengyelvér I–II. (1920) – Drache gróf
- Szentmihály (1920)
- Sugárka (1921) – Halmár Béla földbirtokos
- Lilike kalandjai (1921, szkeccs) – Lilike apja
- Bolond Istók (1922) – Hajduházy Illés
- Petőfi (1922)
- Székelyvér (1922, szkeccs) – Csiky Mihály székely földbirtokos
- Báró Március (1922, szkeccs)
- Egy dollár (1923)
- A kis rongyos (1923) – Martin
- Egy fiúnak a fele (1924, rövid) – pap
- Holnap kezdődik az élet (1924)
- Az elhagyottak (1925)
- A kis hős (1926)
- Zsuzsanna és a vének (1928)